# Font de Gavarrera
La Font de Gavarrera és una font del terme municipal de Tremp, del Pallars Jussà, a l'antic terme de Fígols de Tremp, en territori del poble de Claramunt.
Està situada a 1.090 m d'altitud, al nord-oest de Claramunt, en una raconada natural formada pel Serrat de la Font de la Moixeta de Vilafranca, que s'estén de sud-oest a nord-est, i el Serrat del Rebollar, que ho fa de sud-est a nord-oest i es troben al nord i damunt de la Font de Gavarrera.